# Shelbyville, Missouri
Shelbyville är administrativ huvudort i Shelby County i Missouri. Shelbyville planlades som huvudort på grund av det geografiska läget i mitten av countyt.

## Kända personer från Shelbyville
- Ruth Osburn, friidrottare